# Lifted (Naughty Boy)
Lifted è un singolo di Naughty Boy, pubblicato nell'agosto 2013 ed estratto dall'album Hotel Cabana; esso vede la partecipazione della cantautrice scozzese Emeli Sandé, che ha provveduto anche a co-scrivere il brano.

## Tracce
Download digitale
1. Lifted – 3:15 (Adele Emily Sandé, Shahid Khan, Hugo Chegwin, Harry Craze, Mustafa Omer, James Murray)

Download digitale – Remixes
1. Lifted (Kat Krazy Remix) – 3:00
2. Lifted (Mojam Remix) – 5:57
3. Lifted (Loadstar Remix) – 4:34
4. Lifted (Raf Riley Remix) – 4:27

## Classifiche
| Classifica (2013) | Posizione massima |
| ----------------- | ----------------- |
| Belgio (Fiandre)  | 59                |
| Germania          | 55                |
| Irlanda           | 21                |
| Lettonia          | 15                |
| Paesi Bassi       | 63                |
| Regno Unito       | 8                 |
| Svizzera          | 61                |